# Aruba ai Giochi della XXX Olimpiade
Aruba ha partecipato ai Giochi della XXX Olimpiade di Londra, che si sono svolti dal 27 luglio al 12 agosto 2012, con una delegazione di 4 atleti.

## Judo
Maschile
| Atleta         | Evento | Preliminari          | 16-esimi             | Ottavi                  | Quarti di finale     | Semifinali           | 1º Turno ripescaggi  | 2º Turno ripescaggi  | Finale               | Finale          |
| Atleta         | Evento | Avversario Risultato | Avversario Risultato | Avversario Risultato    | Avversario Risultato | Avversario Risultato | Avversario Risultato | Avversario Risultato | Avversario Risultato | Classifica      |
| -------------- | ------ | -------------------- | -------------------- | ----------------------- | -------------------- | -------------------- | -------------------- | -------------------- | -------------------- | --------------- |
| Jayme Lee Mata | −66 kg |                      |                      | S Uriarte P (0000–0100) | Non qualificato      | Non qualificato      | Non qualificato      | Non qualificato      | Non qualificato      | Non qualificato |

## Nuoto e sport acquatici

### Nuoto
Maschile
| Atleta         | Evento             | Batteria | Batteria   | Semifinale | Semifinale  | Finale | Finale      |
| Atleta         | Evento             | Tempo    | Classifica | Tempo      | Classifica  | Tempo  | Classifica  |
| -------------- | ------------------ | -------- | ---------- | ---------- | ----------- | ------ | ----------- |
| Jemal Le Grand | 100 m stile libero | 51,86    | 4°         | non        | qualificato | non    | qualificato |

Femminile
| Atleta                | Evento             | Batteria | Batteria   | Semifinale      | Semifinale      | Finale | Finale     |
| Atleta                | Evento             | Tempo    | Classifica | Tempo           | Classifica      | Tempo  | Classifica |
| --------------------- | ------------------ | -------- | ---------- | --------------- | --------------- | ------ | ---------- |
| Daniella van den Berg | 800 m stile libero | 9:23:21  | 3°         | non qualificata | non qualificata |        |            |

## Sollevamento pesi
Maschile
| Atleta         | Evento  | Strappo   | Strappo    | Slancio   | Slancio    | Totale | Classifica |
| Atleta         | Evento  | Risultato | Classifica | Risultato | Classifica | Totale | Classifica |
| -------------- | ------- | --------- | ---------- | --------- | ---------- | ------ | ---------- |
| Carl Henriquez | +105 kg | 282       | 10°        | 282       | 18°        | 564    | 17°        |